# Nedeljko
Nedeljko je moško osebno ime.

## Izvor imena
Ime Nedeljko je slovanskega izvora in se povezuje z besedo nedélja. Ime Nedeljko kakor tudi Dominik so pri katoličanih navadno dobili otroci, rojeni v nedeljo, to je na »Gospodov dan«, latinsko dies Dominica. Ime Nedeljko ter vse njegove ženske in moške različice imajo v Sloveniji priseljenci iz republik bivše Jugoslavije.

## Različice imena
- moške različice imena: Nedelko, Nediljko, Nedjeljko, Nedjo, Nedo
- ženski različici imena: Neda, Nedeljka

## Pogostost imena
Po podatkih Statističnega urada Republike Slovenije je bilo na dan 31. decembra 2007 v Sloveniji število moških oseb z imenom Nedeljko: 469.

## Osebni praznik
V koledarju je ime Nedeljko uvrščeno k imenu Dominik.